# Overtounski most
Overtounski most (eng. Overtoun Bridge), građevina izgrađena na prilazu prema Kući Overtoun koja se nalazi blizu grada Dumbartona u West Dunbartonshire u Škotskoj. Most je izgrađen 1895. godine, a konstruirao ga je pejzažni arhitekt Henry Ernest Milner (1845.-1906.), na zahtjev vlasnika Kuće Overtoun kako bi se skratio put prema toj kući. Visina mosta je oko 15 metara.
Most je zadobio zlokobnu reputaciju nakon što je počevši od 1950-ih godina nadalje niz pasa iznenada skočio s tog mosta u smrt bez ikakvog primjetnog razloga. Zabilježeno je i da su neki od pasa koji su preživjeli skok s mosta ponovno skočili s njega i nastradali. Uzrok tog fenomena je i dalje nepoznat, a kraj mosta stoji upozorenje da se psi drže čvrsto na uzici prilikom prelaska mosta. Zbog takvih neobičnih događaja most se smatra ukletim te je dobio nadimak most pasa samoubojica. Smatra se da je od sredine 20. stoljeća do danas preko 50 pasa skočilo s tog mosta..
Znanstvenici, poput životinjskog biheviorista dr. Davia Sandsa, su predložili objašnjenje koje sugerira da pse privlači miris kuna ili vjeverice koje žive u tom području pa izgube kontrolu i skoče s mosta. Prema istim istraživanjima tim fenomenom najviše su izloženi psi duge njuške koji više osjećaju specifične mirise.